# Bellator
Bellator es un género de peces de la familia Triglidae, del orden Scorpaeniformes. Este género marino fue descrito por primera vez en 1896 por David Starr Jordan y Barton Warren Evermann.

## Especies
Especies reconocidas del género:
- Bellator brachychir (Regan, 1914)
- Bellator egretta (Goode & T. H. Bean, 1896)
- Bellator farrago Richards & McCosker, 1998
- Bellator gymnostethus (C. H. Gilbert, 1892)
- Bellator loxias (D. S. Jordan, 1897)
- Bellator militaris (Goode & T. H. Bean, 1896)
- Bellator ribeiroi G. C. Miller, 1965
- Bellator xenisma D. S. Jordan & Bollman, 1890

### Lectura recomendada
- Eschmeyer, William N. 1990. Genera of Recent Fishes. iii + 697.
- Nelson, Joseph S. 1994. Fishes of the World, Third Edition. xvii + 600.
- Gilbert, C. H., 1892. Descriptions of thirty-four new species of fishes collected in 1888 and 1889, principally among the Santa Barbara Islands and in the Gulf of California. A: Scientific results of explorations by the U. S. Fish Commission steamer Albatross. Proceedings of the United States National Museum v. 14 (núm. 880): 539-566.
- Gilbert, C. H., 1897. Descriptions of twenty-two new species of fishes collected by the steamer Albatross, of the United States Fish Commission. Proceedings of the United States National Museum v. 19 (núm. 1115): 437-457, Pls. 49-55.
- Miller, G. C., 1965. A new species of searobin (Triglidae). Quarterly Journal of the Florida Academy of Sciences v. 28 (núm. 3): 259-266.
- Jordan, D. S. & Bollman, C. H., 1890. Descriptions of new species of fishes collected at the Galapagos Islands and along the coast of the United  States of Colombia, 1887-1888. A: Scientific results of explorations by the U. S. Fish Commission steamer Albatross. Proceedings of the United States National Museum v. 12 (núm. 770): 149-183.